# Улица Рубинштейна (Санкт-Петербург)
У́лица Рубинште́йна — улица в Центральном районе Санкт-Петербурга. Проходит от Невского проспекта до Загородного проспекта и улицы Ломоносова.

## История
История улицы берёт своё начало в 1740-х годах, когда был проложен мощённый деревом проезд от Невской перспективы до Загородной дороги. Проезд появился на месте тропы-просеки, проходившей от Троице-Сергиевского подворья к Большой Загородной дороге. Поначалу его называли Головкинским переулком (по имени канцлера Г. И. Головкина, чья дача находилась поблизости; по другим данным — Головин переулок по имени домовладельца графа Ф. А. Головина).
В 1798 году проезд получил название Троицкого переулка. С 1887 года — Троицкая улица.
Своё современное название улица обрела в 1929 году в честь композитора Антона Григорьевича Рубинштейна, жившего в доме 38.

## Современность
С середины 2000-x годов на улице открылось большое количество популярных баров и ресторанов, благодаря чему улица стала известна как одна из главных ресторанных улиц в Европе. Именно на улицу Рубинштейна едет один из героев в клипе «В Питере — пить» группы «Ленинград».
На улице в квартире художницы Светланы Петровой, в доме дореволюционной постройки проживал кот Заратустра, известный по участию в проекте Fat Cat Art.

## Достопримечательности

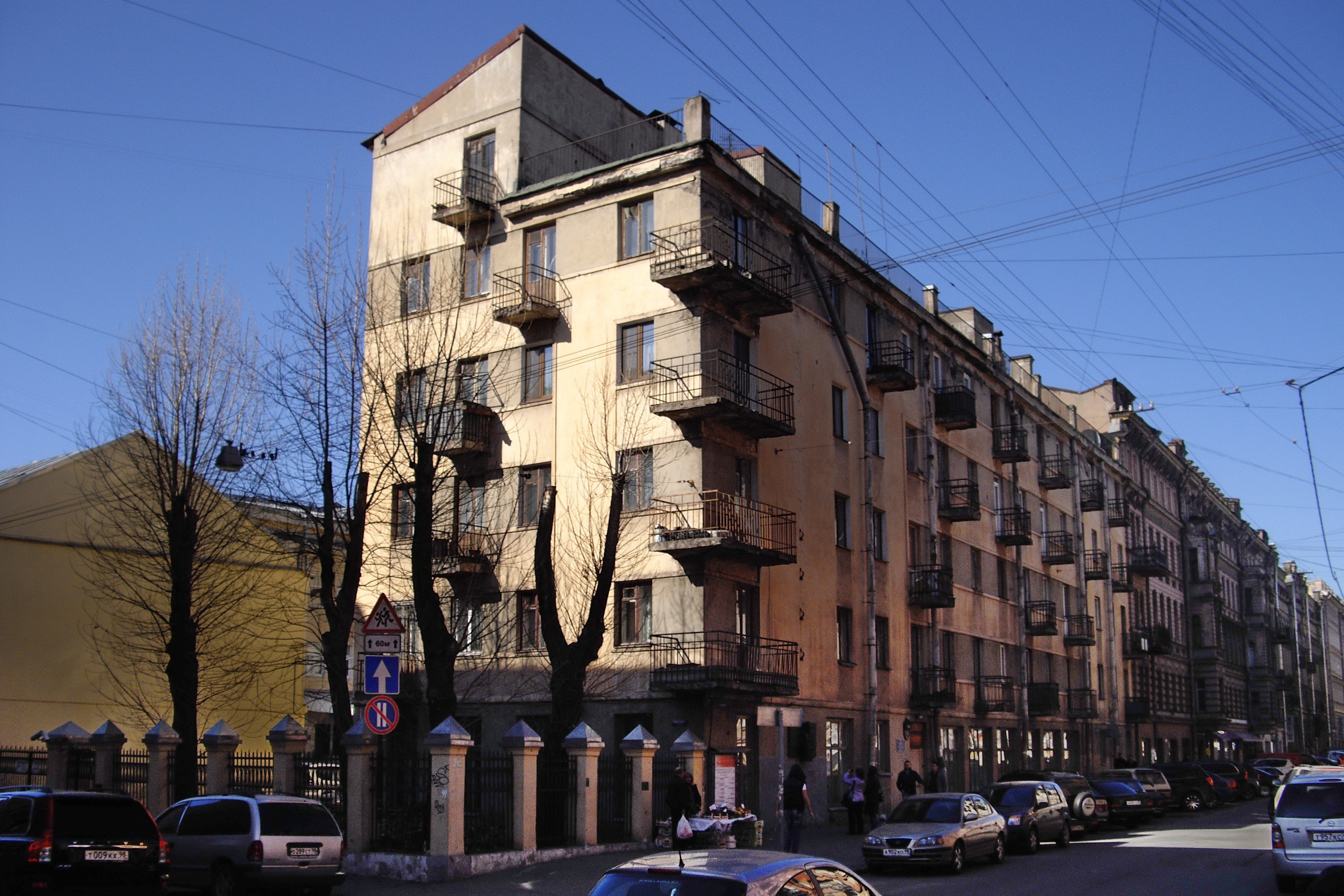
Улица Рубинштейна, 7 («слеза социализма»)

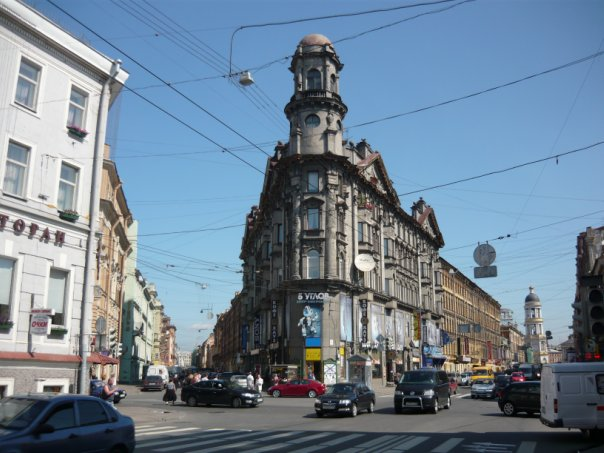
Пять углов и панорама улицы Рубинштейна (слева)

Улица Рубинштейна вместе с Загородным проспектом, Разъезжей улицей и улицей Ломоносова (бывший Чернышёв переулок) образуют перекрёсток, называемый Пять углов. На углу улицы Рубинштейна и Загородного проспекта (Загородный пр., 11 / ул. Рубинштейна, 40) в 1913 году по проекту А. Л. Лишневского был построен доходный дом с башенкой, ставший архитектурной доминантой перекрестка и одним из знаковых символов города. В нём проживали Лидия Чуковская и физик Матвей Бронштейн до его ареста.
Дом № 2/45, литера А — дом генерала-майора И. И. Ростовцева, арх. Андрей Гун. Построен в 1875—1877 годах, стиль эклектика. Позднее домом владел основатель сети петербургских и московских булочных Дмитрий Филиппов. В советское время в доме находилось кафе-автомат. Внесено в реестр объектов культурного наследия.
Дом № 5 — доходный дом И. А. Жевержеева (арх. А. И. фон Гоген, 1899). В 1957—1975 годах в одной из комнат квартиры № 24 (4-й этаж) жил художник Евгений Михнов-Войтенко. Дом был построен для герцога Георгия Мекленбург-Стрелицкого. Объект культурного наследия.
Дом № 7, построенный в 1932 году на углу улицы Рубинштейна и Графского переулка по проекту А. А. Оля, официально назывался «Дом-коммуна инженеров и писателей». Это здание в стиле раннего конструктивизма — один из первых опытов архитектурного воплощения идеи обобществления быта. В доме были открыты столовая, общие комнаты отдыха, библиотека, детский сад. Двери небольших квартир (их было 52, в основном двухкомнатные) выходили в общий коридор. В квартирах не было кухонь, душевые располагались в одном из концов коридора. Со временем бытовые неудобства смелого эксперимента перевесили романтику коммуны, и в Ленинграде прижилось неофициальное название дома — «слеза социализма». С 1932 по 1943 год в этом, по её словам, «самом нелепом доме в Ленинграде» жила поэтесса О. Ф. Берггольц, в память о чём на доме была открыта мемориальная доска.

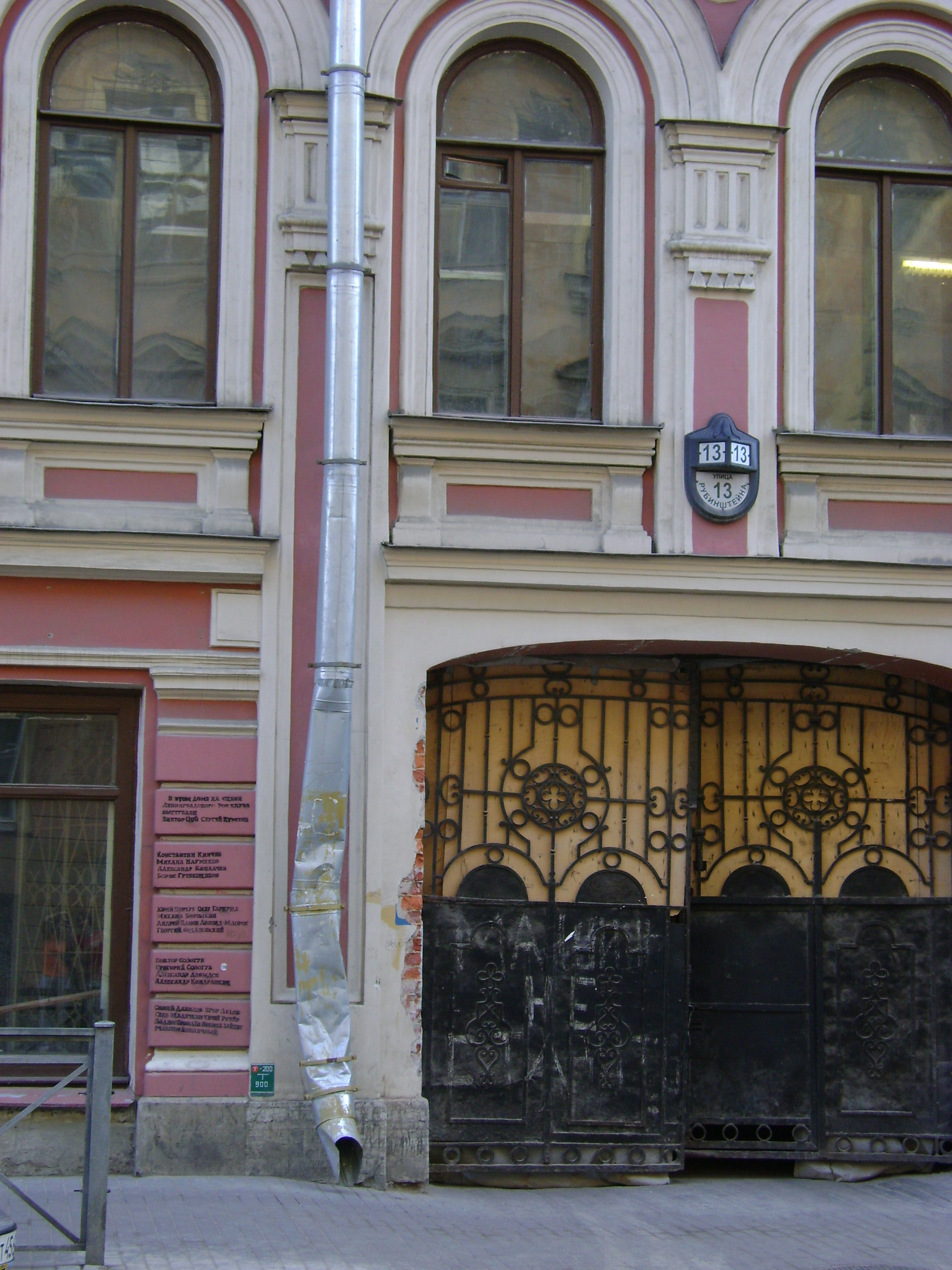
Улица Рубинштейна, 13

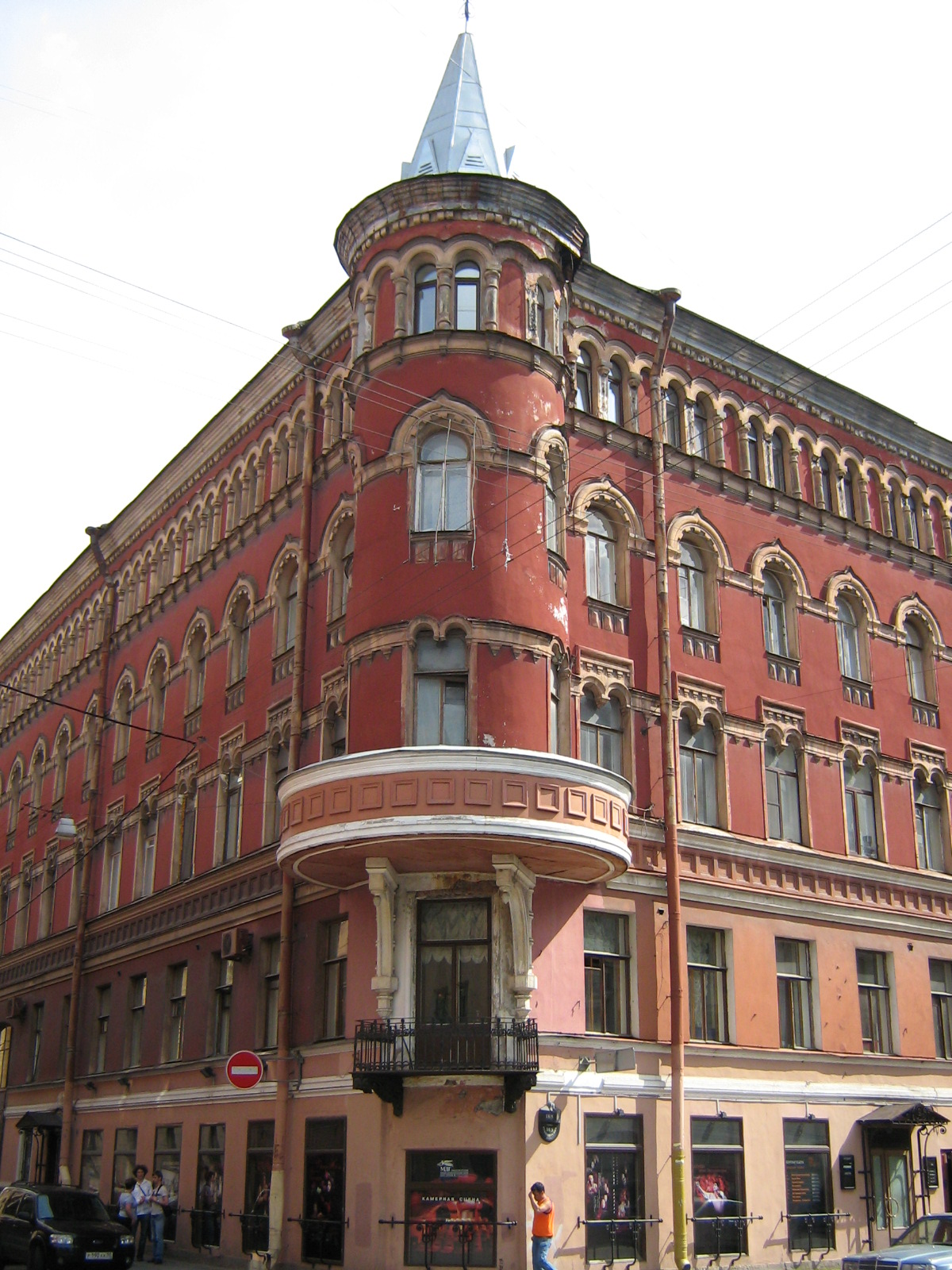
ул. Рубинштейна, 18 / Графский пер., 5.
Дом Жевержеева

Дом № 13 (1863—1864, архитектор Н. П. Гребёнка, перестроен в 1888 и 1913) — доходный дом и зал собраний М. Ф. Руадзе (позже известный как зал А. И. Павловой). В разное время в этом доме находились: Петербургское собрание художников (1870-е годы), Редакция Журнала Министерства народного просвещения (1850—1860-е годы), Столичный артистический кружок (1886—1892) (позже — 1892—1901, — Петербургский драматический кружок), Гимназия П. М. Иозефовича (1906—1918), Студия В. Э. Мейерхольда (осень 1913 — осень 1914). В 1930-х гг. — школа № 16 Куйбышевского района, в 1940-х гг. — женская средняя школа № 218. С 1981 года в доме 13 работал Ленинградский рок-клуб. В настоящее время в этом здании располагается детский музыкальный театр «Зазеркалье».
Дом № 15—17 — Толстовский дом. Бывший доходный дом графа М. П. Толстого был построен по проекту Ф. И. Лидваля в 1910—1912 годах в стиле «северный модерн». В сложную планировку здания включена последовательность трёх соединённых арками проходных дворов, ведущая с улицы Рубинштейна на набережную Фонтанки. 
Дом № 18 — правую часть занимает Академический Малый драматический театр — Театр Европы, ранее размещалась фабрика Ф. А. Верховцева, с 1819 года; левая часть — Графский переулок.
Дом № 23 был построен в 1911—1912 годах по проекту архитектора Александра Барышникова для Петербургской купеческой управы. Одним из пайщиков при строительстве был Антип Харитонович Ефремов, вырицкий лесопромышленник, отец учёного и писателя-фантаста Ивана Антоновича Ефремова. В принадлежавшей Ефремовым квартире номер 4 с 1921 по 1935 год жил Иван Ефремов, после чего переехал в Москву как сотрудник Палеонтологического института АН СССР. Три корпуса здания формируют двор-курдонёр с шестью парадными лестницами. В дни революции в доме жил Джон Рид, а до своей смерти в 1918 году — писательница-гарибальдийка А. Н. Пешкова-Толиверова. В 1922 году в дом переехала семья Аркадия Райкина; семья жила в квартире № 79 до эвакуации из блокадного Ленинграда в 1942-м. В тот же период в 1920-х их соседом был будущий композитор Алексей Арбузов. В доме жила балерина Н. М. Дудинская. Другая известная жительница дома № 23 — драматург Александра Бруштейн. В 1960—1970-х, до эмиграции, в коммунальной квартире (современная № 34) жил писатель Сергей Довлатов. 3 сентября 2007 года на доме была открыта мемориальная доска в память о писателе (арх. Алексей Архипов). В октябре 2020 года с дома были демонтированы 16 табличек проекта «Последний адрес», установленных в память о жителях дома, репрессированных в 1930-е годы.

### Памятники
- 4 сентября 2016 года у дома 23 в рамках трёхдневного фестиваля «День Д», посвящённого 75-летию со дня рождения Сергея Довлатова, состоялась церемония открытия памятника писателю работы скульптора Вячеслава Бухаева[17][18][19][20][21].